# Poecilia sulphuraria
El molly del Teapa (Poecilia sulphuraria) es una pez ciprinodontiforme de la familia de los pecílidos. Es endémica de México, específicamente de los Baños del Azufre cerca de Teapa, Tabasco. Los Baños del Azufre son ojos de agua sulfídicos que contienen altas concentraciones tóxicas de ácido sulfhídrico H2S Poecilia sulphuraria ha evolucionado aparentemente para tolerar estas condiciones tóxicas. Está en peligro crítico por ahora.